# Johann Philipp Samuel Schmidt
Johann Philipp Samuel Schmidt (* 8. September 1779 in Königsberg; † 9. Mai 1853 in Berlin) war ein deutscher Jurist, Journalist, Musikschriftsteller und Komponist.

## Leben
In seinem Elternhaus wurde Schmidt schon früh musikalisch erzogen, seine besondere Liebe galt Mozart. Er spielte früh im Theaterorchester mit und wirkte als Korrepetitor und Chorleiter. Ab 1796 studierte er Jura, begab sich aber 1798 auf eine Reise nach Berlin, Dresden, Prag, München und Wien, wo er noch Joseph Haydn aufsuchte. 1801 wurde er in Berlin als Referendar angestellt, wurde 1804 Assessor und trat in die Singakademie ein und wurde Mitglied von Zelters Liedertafel (1809). Später erzielte er seinen Lebensunterhalt durch Klavierunterricht. 1811 wurde er bei der Preußischen Seehandlung angestellt, profilierte sich jedoch primär als Musikkritiker. Für die Haude & Spenersche Zeitung wirkte er über 30 Jahre.
Außer seinen Kompositionen hat er allein 38 Klavierauszüge zu Symphonien, Quintetten, Quartetten arrangiert, außerdem zum Faust von Anton Radziwiłł. Außerdem schrieb er viel Kirchenmusik und sonstige Vokalwerke, darüber hinaus Instrumentalmusik und diverse Hymnen, Lieder und Gesänge.

## Bühnenschaffen
- Der Schlaftrunk (Christoph Friedrich Bretzner), komische Oper (1797 Königsberg)
- Der Onkel (Karl Alexander Herklots), komische Oper, veröffentlicht Berlin 1804
- Eulenspiegel (August von Kotzebue), Posse mit Gesang 1 Akt (19. September 1806 Berlin, Königsstädtisches Theater)
- Feodore (August von Kotzebue), Singspiel 1 Akt (12. Juni 1812 Berlin, Königstädtisches Theater)
- Der blinde Gärtner oder Die blühende Aloë (August von Kotzebue), Liederspiel 1 Akt (14. Juli 1813 Berlin, Königstädtisches Theater)
- Der Kyffhäuser Berg (August von Kotzebue), Volksmärchen mit Gesang 1 Akt (18. Juni 1816 Berlin)
- Die Alpenhütte (August von Kotzebue), Singspiel 1 Akt (18. August 1816 Berlin)
- Das Fischermädchen oder Haß und Liebe (Theodor Körner), lyrisches Drama 1 Akt (25. November 1818 Berlin)
- Das verborgene Fenster oder Ein Abend in Madrid (F. von Tenelli), Singspiel 3 Akte (4. Februar 1824 Berlin, Königstädtisches Theater)
- Alfred der Große, König von England (Theodor Körner), Oper 2 Akte (28. November 1830 Berlin, Königstädtisches Theater)